# 间性
間性是一個總稱，指擁有介於雄性和雌性之間性别特征的生物。一般来说，间性这个概念通常适用于雌雄異體的物种当中的少数成员，比如哺乳动物等。雌雄異體与雌雄同体相對，後者的大多數成員都可以同時具有雄性和雌性的性别特征。然而，需要指出的是，虽然这类生物在很多情况下通常被认为是不孕的，但实际上并非绝对如此。有些间性生物在特定条件下可能具备一定的生育能力。
间性的产生很可能是由于遗传因素以及环境因素共同发挥作用所导致的。在众多生物类别中，间性现象已经在哺乳动物、鱼类、线虫和甲壳类动物中被观察到并有所报告。其中，遗传因素可能在生物的基因层面决定了某些个体具有间性特征的潜在可能性。而环境因素则可能包括各种外部条件，如温度、化学物质的影响等。在哺乳动物、鱼类、线虫和甲壳类动物中，间性个体的出现可能影响种群繁衍、生态系统、生存策略、繁殖模式，在特定生态环境中扮演独特角色。